# Teoria tripartite da alma de Platão
A teoria tripartite da alma de Platão é uma teoria da psique proposta pelo filósofo grego antigo Platão em seu tratado sobre a República, e também com a alegoria da carruagem em Fedro. Na República, Platão afirmou que a ψυχή (psique) é composta de três partes; a λογιστικόν (logistikon, lógica), a θυμοειδές (thymoeides, animosa) e a ἐπιθυμητικόν (epithymetikon, apetitiva). Essas três partes da psique também correspondem às três classes de uma sociedade. Seja em uma cidade ou em um indivíduo, δικαιοσύνη (dikaiosyne, justiça) é declarada como sendo o estado do todo no qual cada parte cumpre sua função sem tentar interferir nas funções das outras. A função de epitimetikon é produzir e buscar prazer. A função de logistikon é governar suavemente através do amor ao aprendizado. A função de thymoeides é obedecer às direções do logistikon, enquanto ferozmente defende o todo da invasão externa e da desordem interna. Seja em uma cidade ou em um indivíduo, ἀδικία (adikia, injustiça) é o estado contrário do todo, geralmente assumindo a forma específica pela qual a parte animosa ouve, ao invés da lógica, ao apetite, enquanto ambos juntos ou ignoram a lógica inteiramente, ou a empregam em suas buscas de prazer.

## EmA República
No livro IV da República, Sócrates e seus interlocutores (Glauco e Adimanto) estão tentando responder se a alma é uma ou feita de partes. Sócrates afirma que: "É claro que a mesma coisa nunca fará ou sofrerá coisas opostas na mesma parte dela e em direção à mesma coisa ao mesmo tempo; portanto, se acharmos isso acontecendo, saberemos que não era uma coisa, mas mais de uma." (Este é um exemplo do Princípio de Não-Contradição de Platão.) Por exemplo, parece que, dado que cada pessoa tem apenas uma alma, deve ser impossível que uma pessoa deseje simultaneamente algo, mas também naquele momento seja avessa à mesma coisa, como quando alguém é tentado a cometer um crime, mas também é avesso a ele. Tanto Sócrates quanto Glauco concordam que não deveria ser possível para a alma estar ao mesmo tempo em um estado e seu oposto. Daí resulta que deve haver pelo menos dois aspectos na alma.

## Razão (λογιστικόν)
A lógica ou logistikon (de logos) é a parte pensante da alma que ama a verdade e procura aprendê-la. Platão originalmente identifica a alma dominada por essa parte com o temperamento ateniense. O logistikon discerne o que é real e não apenas aparente, julga o que é verdadeiro e o que é falso e sabiamente toma decisões justas de acordo com seu amor pelo bem.
Platão argumenta que o logistikon seria a menor parte da alma (como os governantes seriam a menor população da República), mas que, no entanto, uma alma só pode ser declarada justa se todas as três partes concordarem que o logistikon deva reger.

## Animosa (θυμοειδές)
De acordo com Platão, a animosa ou thymoeides (de thymos), também chamada irascível, é a parte da alma pela qual estamos irados ou ficamos temperamentais. Ele também chama essa parte de 'alto espírito' e inicialmente identifica a alma dominada por essa parte com os trácios, citas e o povo das 'regiões do norte'. "Força de ânimo" é outra possível tradução. Na alma justa, o ânimo se alinha com o logistikon e resiste aos desejos do apetite, manifestando-se como "indignação" e, em geral, a coragem de ser bom. Na alma injusta, o ânimo ignora o logistikon e alinha-se com os desejos do apetite, manifestando-se como a demanda pelos prazeres do corpo.

## Apetite (ἐπιθυμητικόν)
O apetite ou epithymetikon (de epithymia, traduzido para o latim como concupiscentiae ou desideria) é a parte da alma pela qual experimentamos amor erótico carnal, fome, sede e, em geral, os desejos opostos ao logistikon. (O apetite é de fato rotulado como sendo 'a-lógico'.)
Platão também identifica essa parte da alma com o prazer envolvido na reprodução humana. Ele ainda relaciona essa parte ao amor por fazer dinheiro, que ele menciona como sendo a marca particular dos fenícios e egípcios.